# George White (1854–1916)
Sir George White, 1st Baronet, né en 1854 à Bristol et mort en 1916 à Stoke Bishop, est un homme d'affaires britannique.